# Vinko Trskan
Vinko Trškan, dit Samos, est un footballeur yougoslave né le 5 avril 1922 à Ljubljana (Slovénie).